# Pontocyprididae
Pontocyprididae é uma família de crustáceos pertencentes à ordem Podocopida.

## Géneros
Géneros:
- Abyssocypris Bold, 1974
- Aratrocypris Whatley, Ayress, Downing, Harlow & Kesler, 1985
- Argilloecia Sars, 1866